# Suzanne de Court

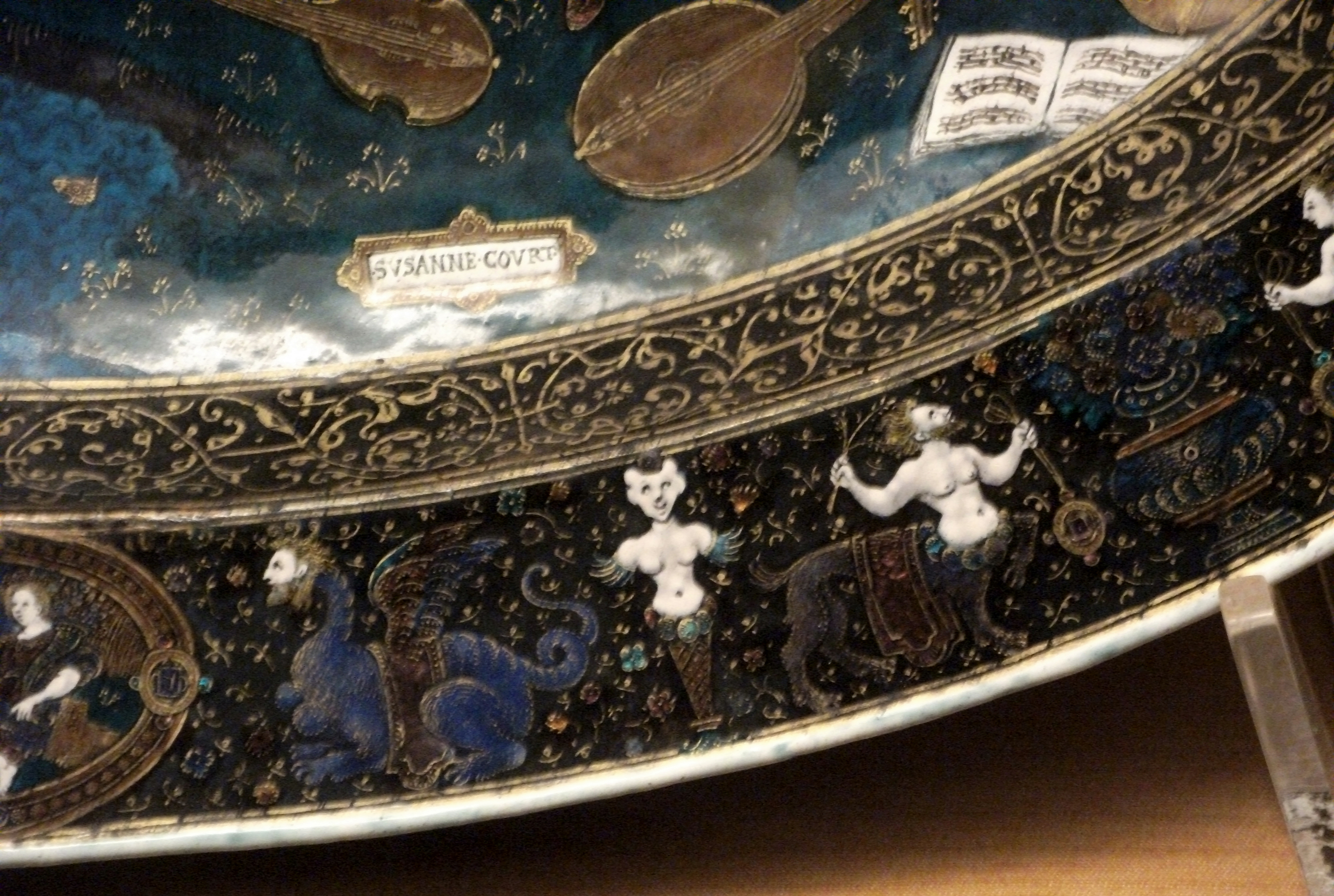
Firma en un plato en el legado de Waddesdon, Museo Británico

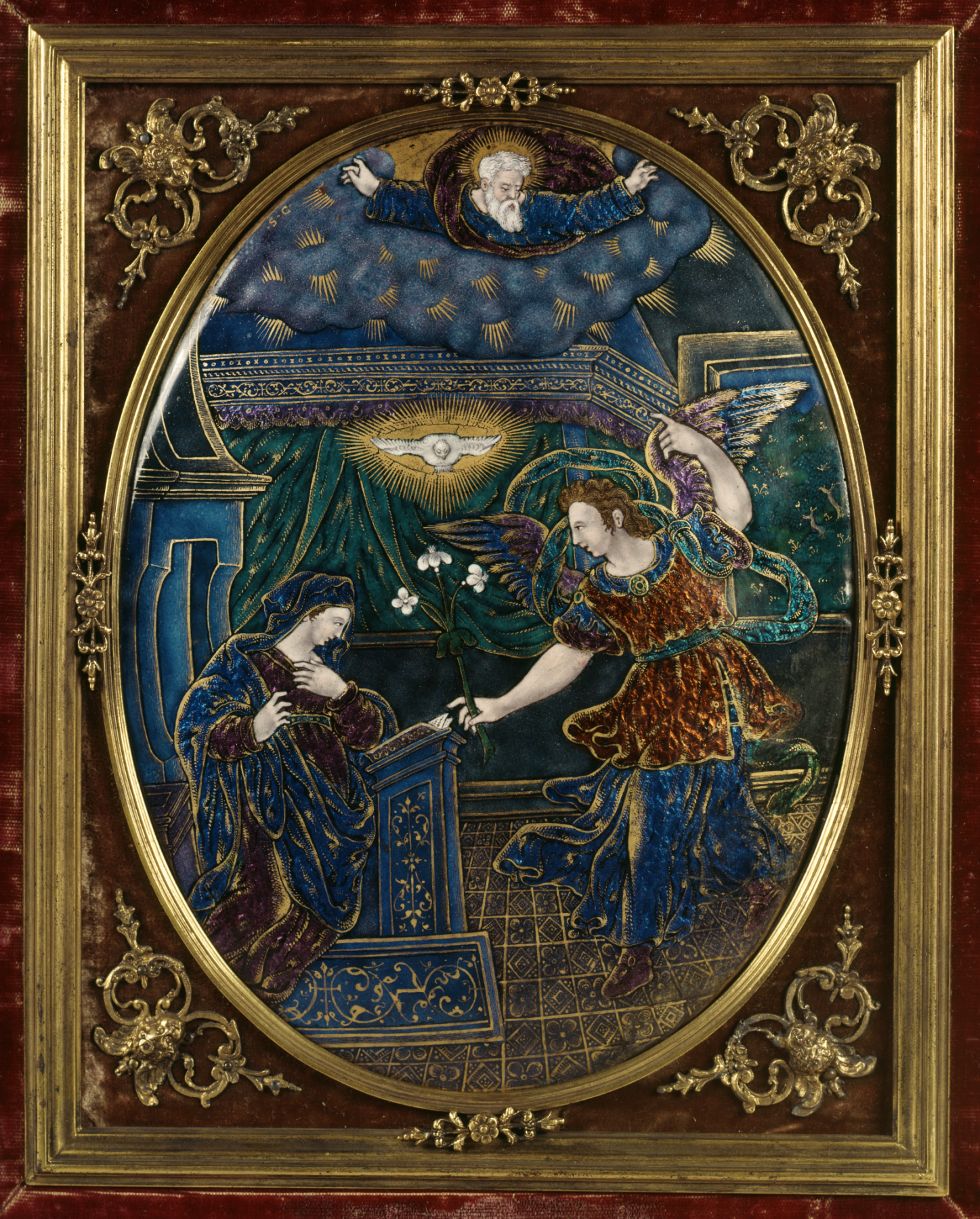
Placa ovalada con la Anunciación, Walters Art Museum

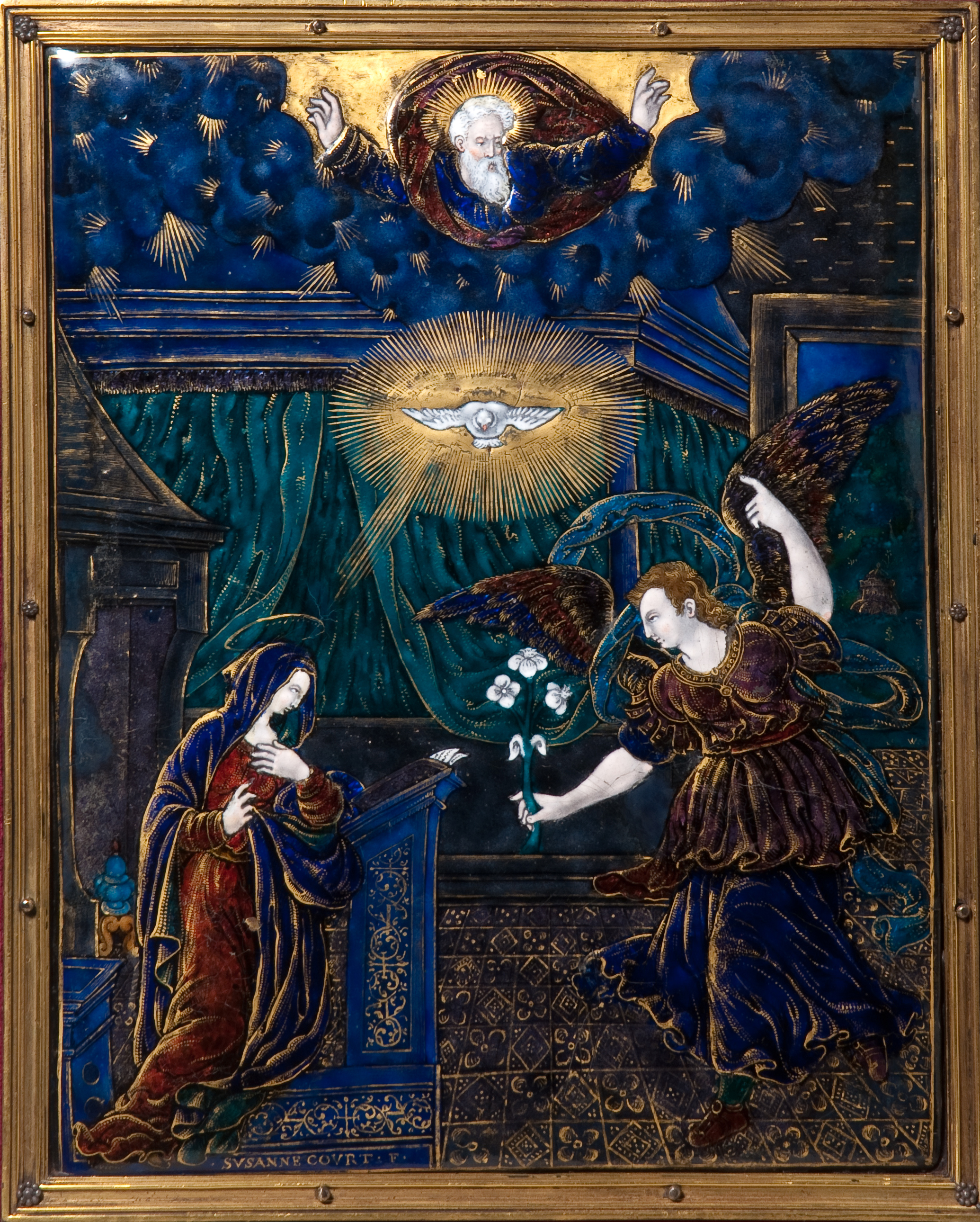
Suzanne de Court, Placa que representa La Anunciación, c. 1600 en Waddesdon Manor

Suzanne de Court era una pintora de esmalte en los talleres de Limoges, probablemente con un taller de algunos tamaños que producía piezas de la más alta calidad. Ella era la única mujer identificable que firmaba piezas de Limoges, aunque pudiera ser que lo hiciera en su calidad de propietaria del taller; solo otro pintor de esmalte femenino se ha registrado en el mismo período. Ninguno de sus trabajos está fechado pero se cree que estuvo activa entre los años 1575 y 1625, especialmente alrededor de 1600 y, muy posiblemente, era hija de Jean de Court (1550-1600), de una dinastía de pintores de Limoges.
La dinastía de pintores de esmalte de «de Court» trabajó en un taller de esmaltado de Limoges durante varias generaciones, en el suroeste de Francia. Ellos, o muchos de ellos, eran hugonotes, lo que puede explicar por qué no hay constancia de ella en los registros de la  iglesia. El único documento conocido por mencionarla desapareció en el siglo XIX. Suzanne era un nombre común entre los hugonotes. No está claro si ella era una «de Court» por nacimiento o por matrimonio. A menudo las piezas solo llevan la marca «SC», pero a veces también aparecía su nombre completo, como se ilustra. Sus formas de firma incluyen: «COURT SUSANNE», «SUSANNE DE COURT», «SC» o «SDC», generalmente en el frente de las piezas. Según el Museo Británico, era «famosa por su trabajo con esmaltes traslúcidos sobre papel de aluminio y dibujo, especializándose en escenas seculares, generalmente mitológicas».
Las escenas que pintó a menudo se copiaban de las impresiones italianas. El trabajo de Susanne de Court se caracterizaba por tonos variados de azules y verdes con tintes claros de color carne, y por una delicada técnica pictórica. Su trabajo está en varios museos franceses, como la mayoría de otras colecciones importantes que esmaltaron pinturas de Limoges como el Museo Británico, Waddesdon Manor, la Colección Frick, el Museo de Arte de la Universidad de Princeton, el Museo Metropolitano de Arte de Nueva York, y el Museo Walters en Baltimore.